# Leonhard R. Lang
Leonhard R. Lang (* 14. September 1944 in Lauf; † 4. Mai 2017 in Rottweil) war ein deutscher Kunstmaler.

## Leben

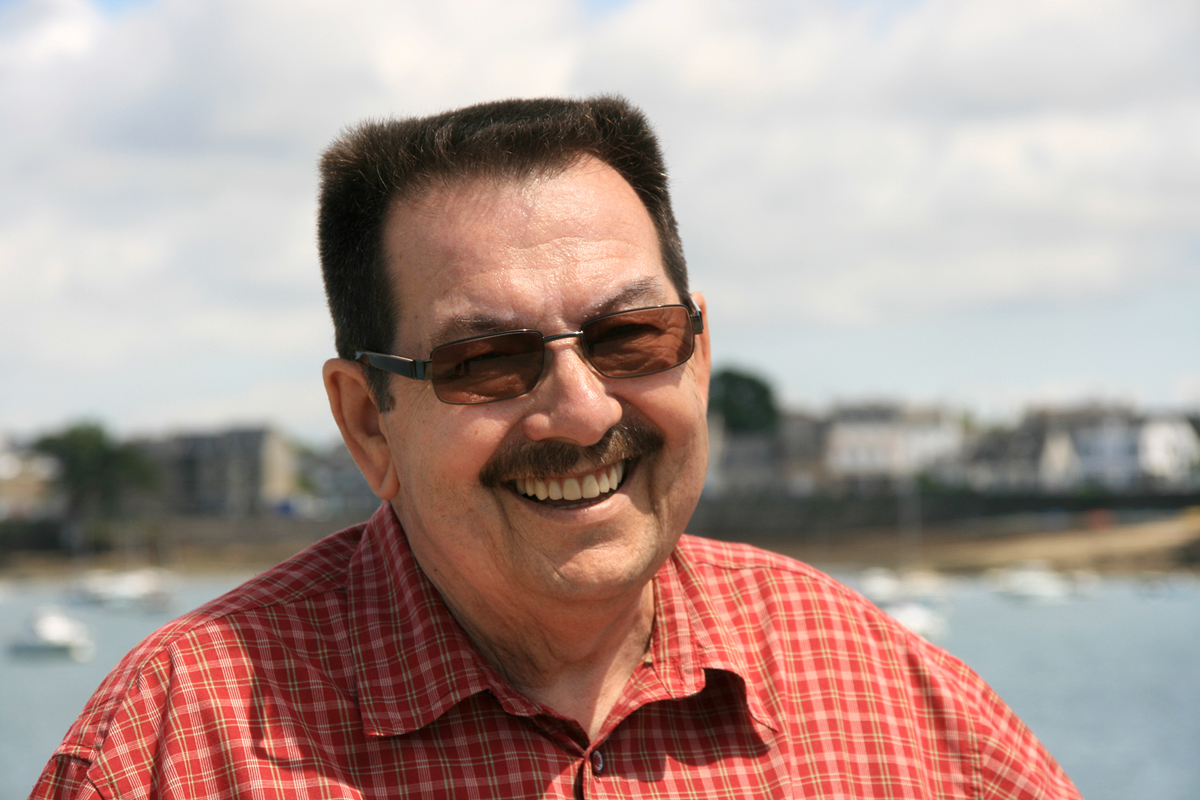
Leonhard R. Lang, 2009

Leonhard Rudolf Lang wurde 1944 im badischen Lauf, Landkreis Bühl, geboren und ging in Aldingen sowie Spaichingen zur Schule und besuchte dort ein Gymnasium. Trotz früh erkannter musischer Begabung nahmen seine Ausbildung und sein Erwerbsleben eine technische Richtung. Er lernte Mechaniker, machte später den Industriemeister und den Abschluss als REFA-Techniker und arbeitete u. a. als Betriebsleiter in deutschen Industrie-Unternehmen. In der Öffentlichkeit wurde er als Maler ab 1998 bekannt. Leonhard R. Lang verstarb nach schwerer Krankheit im Jahr 2017.

## Werk
Sein erstes Bild, ein Aquarell, entstand 1973. Neben seiner beruflichen Tätigkeit schuf er weitere Gemälde in Ölfarben auf Leinwand. Der Wunsch nach künstlerischer Tätigkeit wuchs ständig, zum einen aufgrund der Begeisterung für die Thematik und zum anderen als Ausgleich zur Technik, die beruflich im Vordergrund stand. Die ersten Bilder zeigten Pseudo-Gegenständliches, wobei die recht intensiven Farben mehr dominierten als die Formen. USA-Reisen inspirierten ihn zu neuen Bildern, vor allem angeregt durch die Farben und das Licht der Landschaften des Südwestens.
Ab 1993 malte Leonhard R. Lang häufiger, bis er ab 1996 ausschließlich künstlerisch arbeitete. Das Gegenständliche trat in seinem Werk immer mehr zurück und er wandte sich der abstrakten Malerei zu. „Satte Farben leuchten von den Leinwänden, sie entfalten – auch in zurückhaltenden Tönen – ein geheimnisvolles Leuchten.“ Dies wird bei einigen Bildserien unterstützt durch eine Spachteltechnik, die übereinander liegende Farbschichten öffnet.
Sein künstlerischer Nachlass umfasst ca. 250 Gemälde in Öl auf Leinwand in drei wesentlichen Serien und Techniken. Hervorzuheben ist seine Bilderserie Lines, die durch ihre spezielle Optik und die eigenständige, von ihm entwickelte Technik auffiel.
„Form und Farbe gehen hier eine besonders innige Verbindung ein, die den Betrachter gefangen nimmt. Die ästhetische Erfahrung, das Mesmerisierende beim Betrachten der Farblinien und -flächen, löst die vermeintlichen Strukturen auf und kann durchaus psychische Effekte auslösen. […]

Natürlich war auch das Millennium für den Künstler eine Inspiration und Anlass für eine spezielle Millennium-Lines-Serie. Die Besonderheit der Bilder dieser Serie: jedes Bild besteht aus genau 2000 senkrechten Linien. […]

Die Ausstrahlung und Entstehung von Leonhard Langs Bildern ergibt sich auch aus der scheinbar zunächst widersprüchlichen, aber überraschend harmonischen Verbindung zwischen Technik und Emotion, sowohl im Bild selbst als auch in der Intention und Botschaft des Künstlers. […]“

## Ausstellungen
Ab 1997 gab es regelmäßige Ausstellungsaktivitäten, hauptsächlich im regionalen Bereich. 1998 fand die erste erfolgreiche Einzelausstellung bei Galimar in Villingen-Schwenningen statt. Wichtige Stationen waren die Einzelausstellung 2001 im Neuen Museum von Schloss Salem, die Teilnahme bei den Jahresausstellungen des Kunstvereins Trossingen und der Städtischen Galerie Tuttlingen sowie 2003 die Beteiligung bei der Regionale für Neue Kunst in Donaueschingen. Werke von Leonhard R. Lang befinden sich in verschiedenen privaten Sammlungen.

## Abbildungen

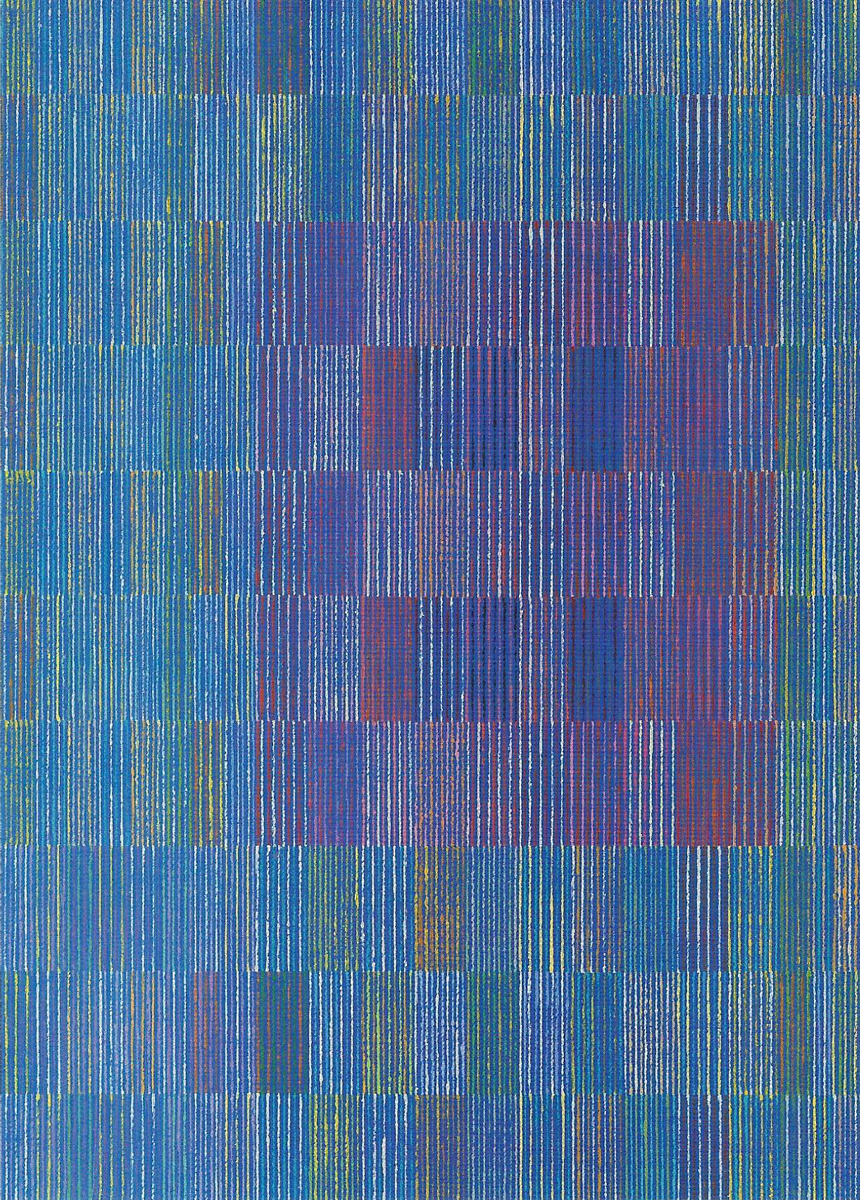
Millennium Lines 1 Öl/Lw. 120 × 100 cm
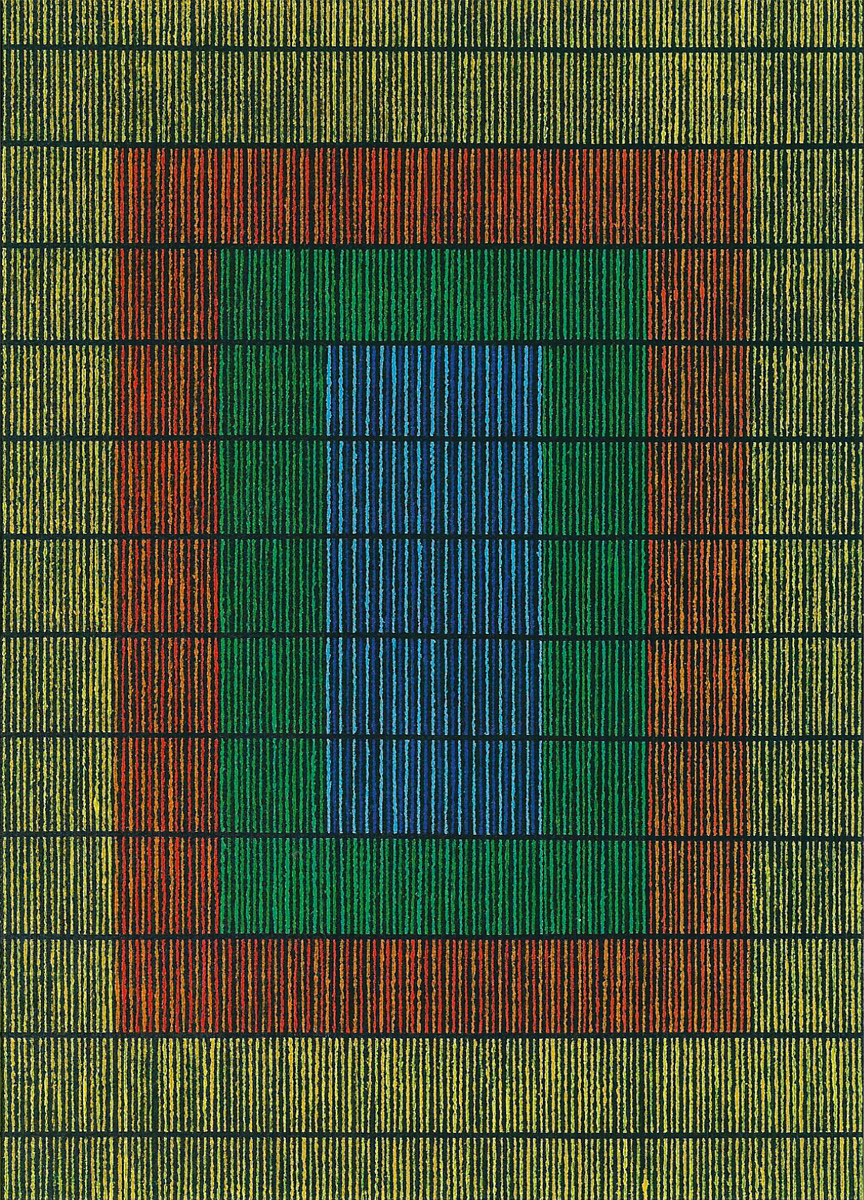
Millennium Lines 5 Öl/Lw. 100 × 80 cm
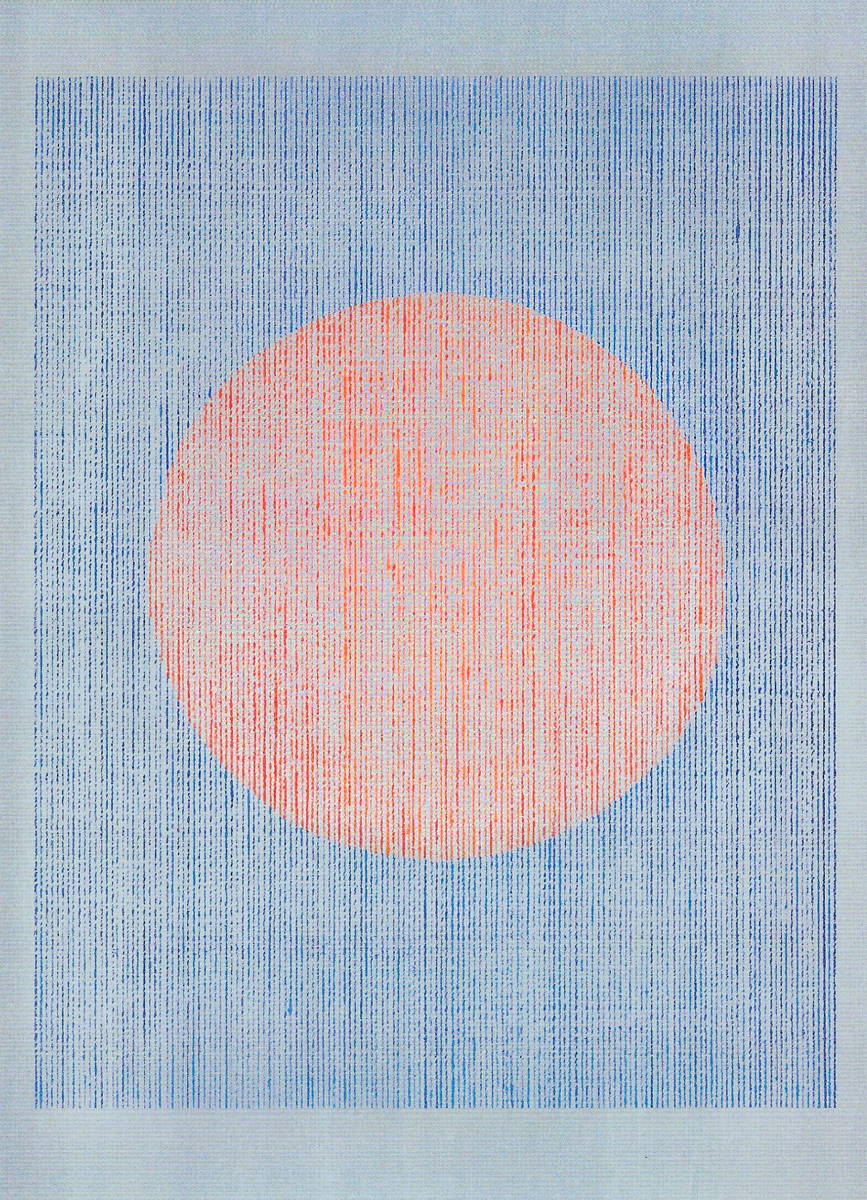
Lines – Red dot Öl/Lw. 120 × 100 cm
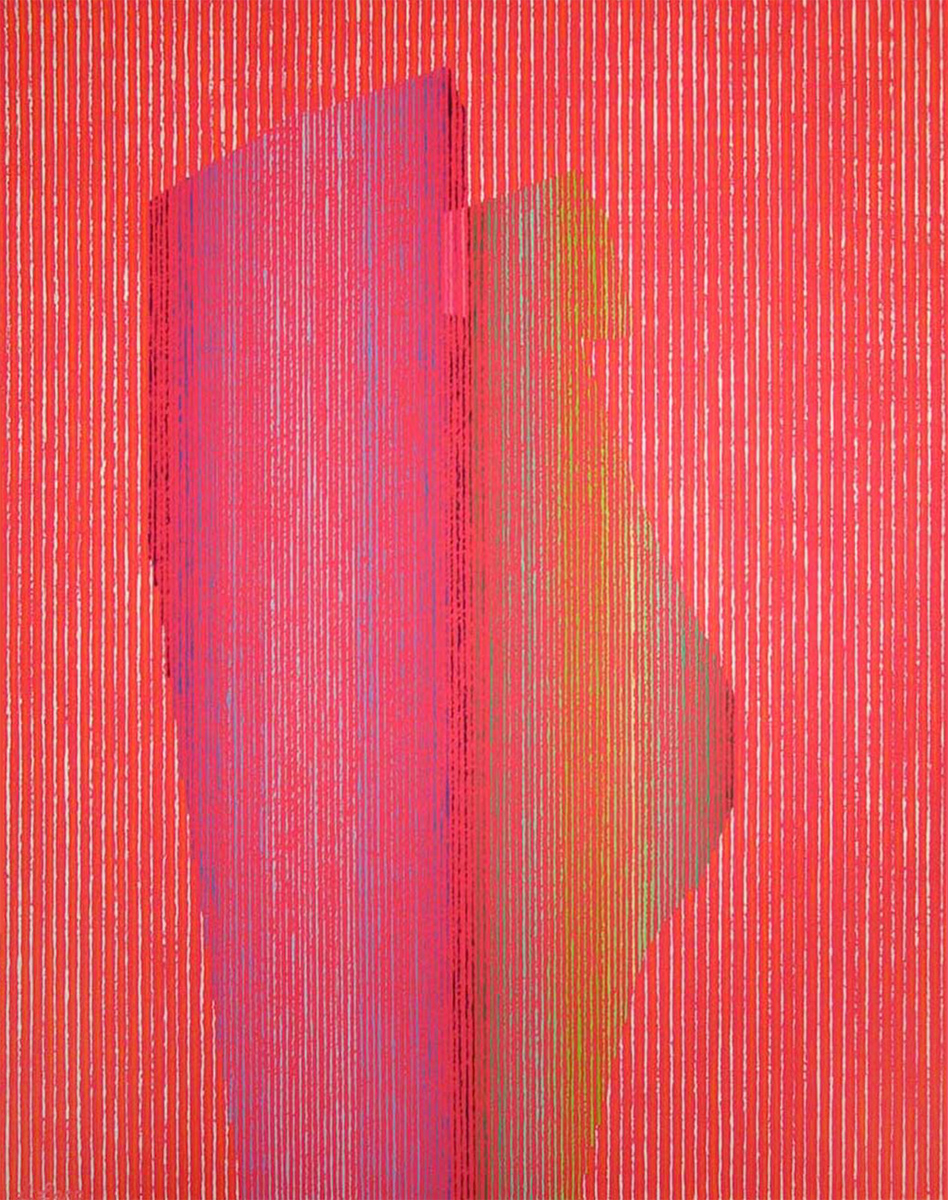
Lines – Der Kuss Öl/Lw. 120 × 100 cm
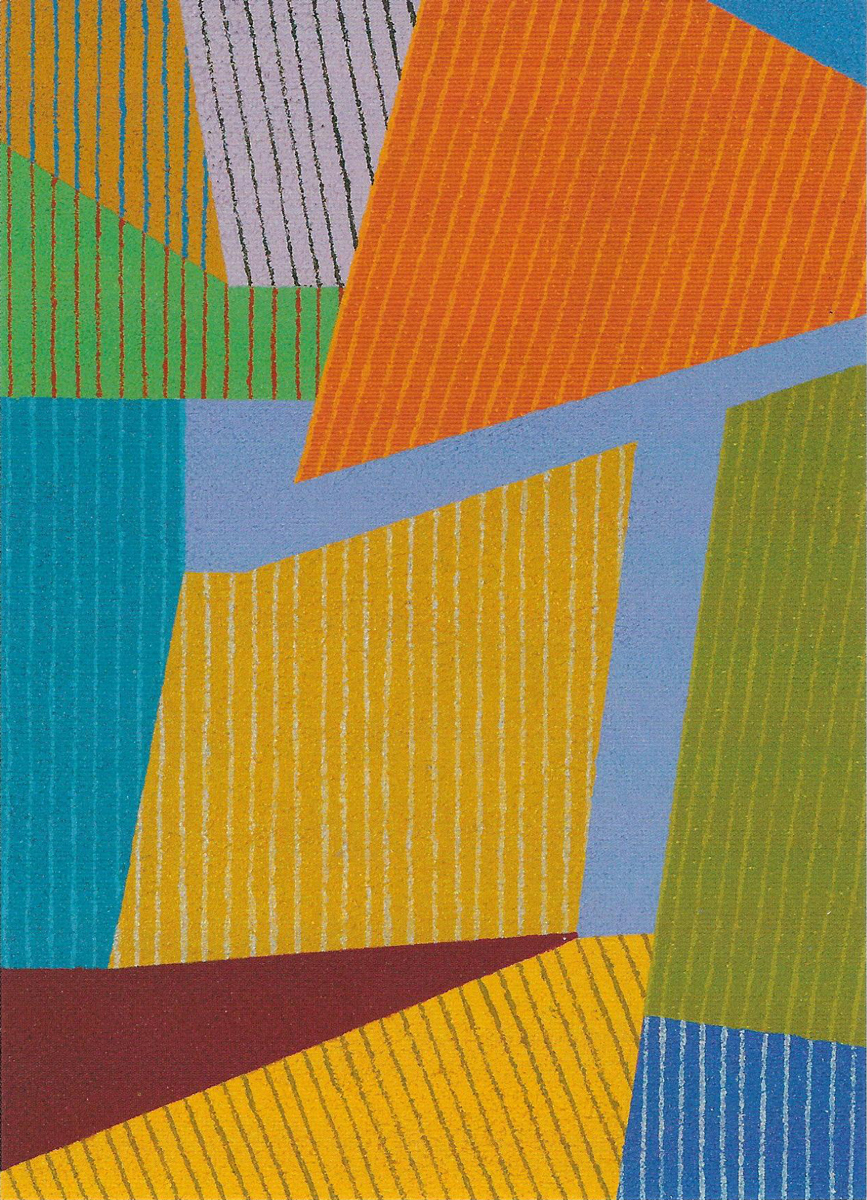
Lines – Landschaft 2 Öl/Lw. 60 × 40 cm
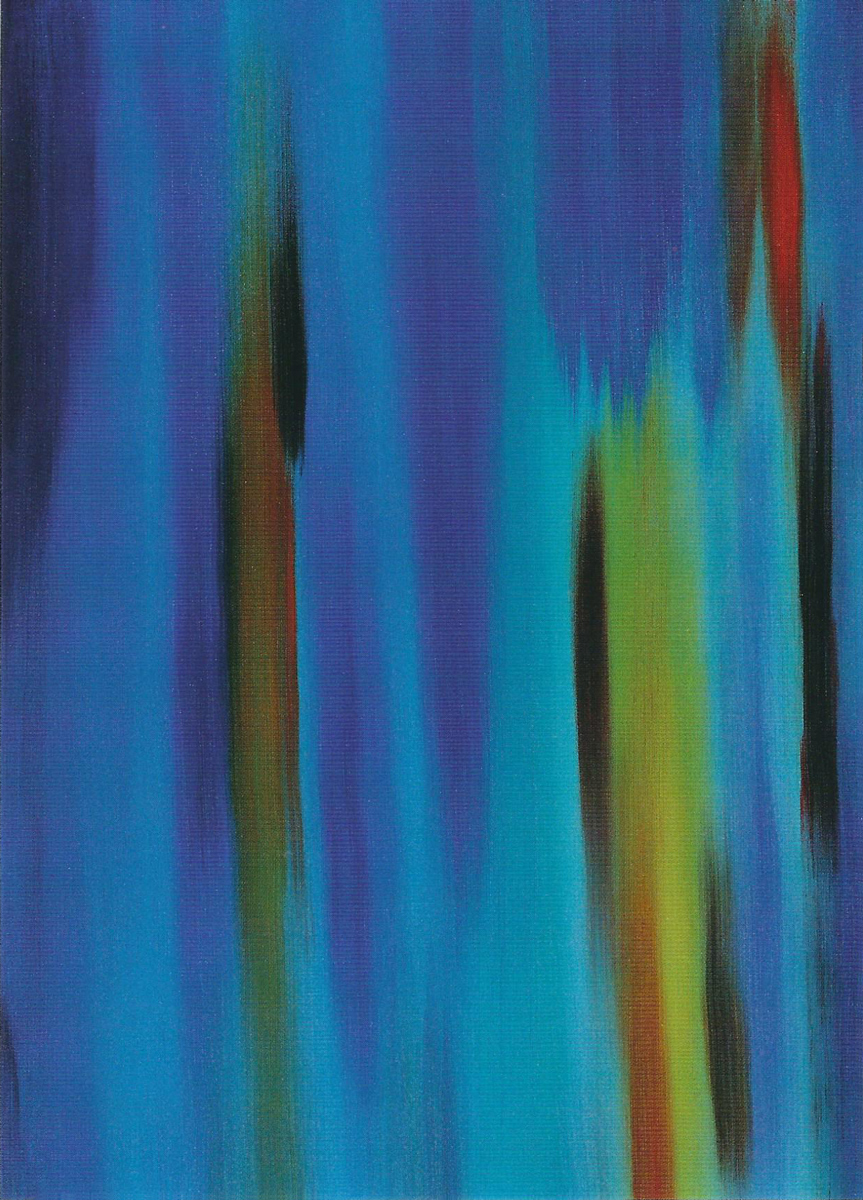
Mare di Levanto Öl/Lw. 80 × 60 cm